# Fujiwara no Tadaie
Fujiwara no Tadaie est un nom japonais traditionnel ; le nom de famille (ou le nom d'école), Fujiwara, précède donc le prénom (ou le nom d'artiste).
Fujiwara no Tadaie (藤原 忠家), né en 1033 – décédé le 19 décembre 1091, aussi appelé Mikohidari Tadaie, est un politique, courtisan, poète et calligraphe japonais de l'époque de Heian.

## Carrière à la cour
Il est ministre durant les règnes des empereurs Go-Reizei, Shirakawa et Horikawa. Tadaie réussit bien à la cour et il atteint le second rang senior et la fonction de dainagon (conseiller principal).

### Poète
En cette période de l'histoire du Japon, les fonctions de courtisans impériaux commandent qu'ils composent et présentent des poèmes. Un incident de la vie de Tadaie est présenté dans un poème de Suō no Naishi, qui saisit un instant fugace et un geste galant :
| Rōmaji                                                                      | Français |
| Haru no yo no Yume bakari naru Te-makura ni Kainaku tatan Na koso oshi kere | Si j'avais fait de tes bras offerts Un oreiller pour ma tête Mais pendant l'instant durant lequel Un rêve d'été se serait enfui, Qu'aurait-dit le monde ? |
|                                                                             | |

### Calligraphe
Les exemples de calligraphie attribuables à Tadaie sont désignés trésor national, important objet d'art ou bien culturel important par l'administration japonaise.

## Généalogie
Le grand-père de Tadaie est Fujiwara no Michinaga et son père Fujiwara no Nagaie. Son fils est Fujiwara no Toshitada (1071–1123). Cette lignée est désignée comme la lignée Mikohidari au sein de la branche Hokke du clan Fujiwara.
Tadaie est le grand-père du poète Fujiwara no Toshinari (1114–1204), aussi connu sous le nom Shunzei et l'arrière grand-père de Fujiwara no Sadaie, aussi connu sous le nom Fujiwara no Teika.

## Source de la traduction
- (en) Cet article est partiellement ou en totalité issu de l’article de Wikipédia en anglais intitulé « Fujiwara no Tadaie » (voir la liste des auteurs).